# 克恩頓-斯洛文尼亞阿爾卑斯山脈

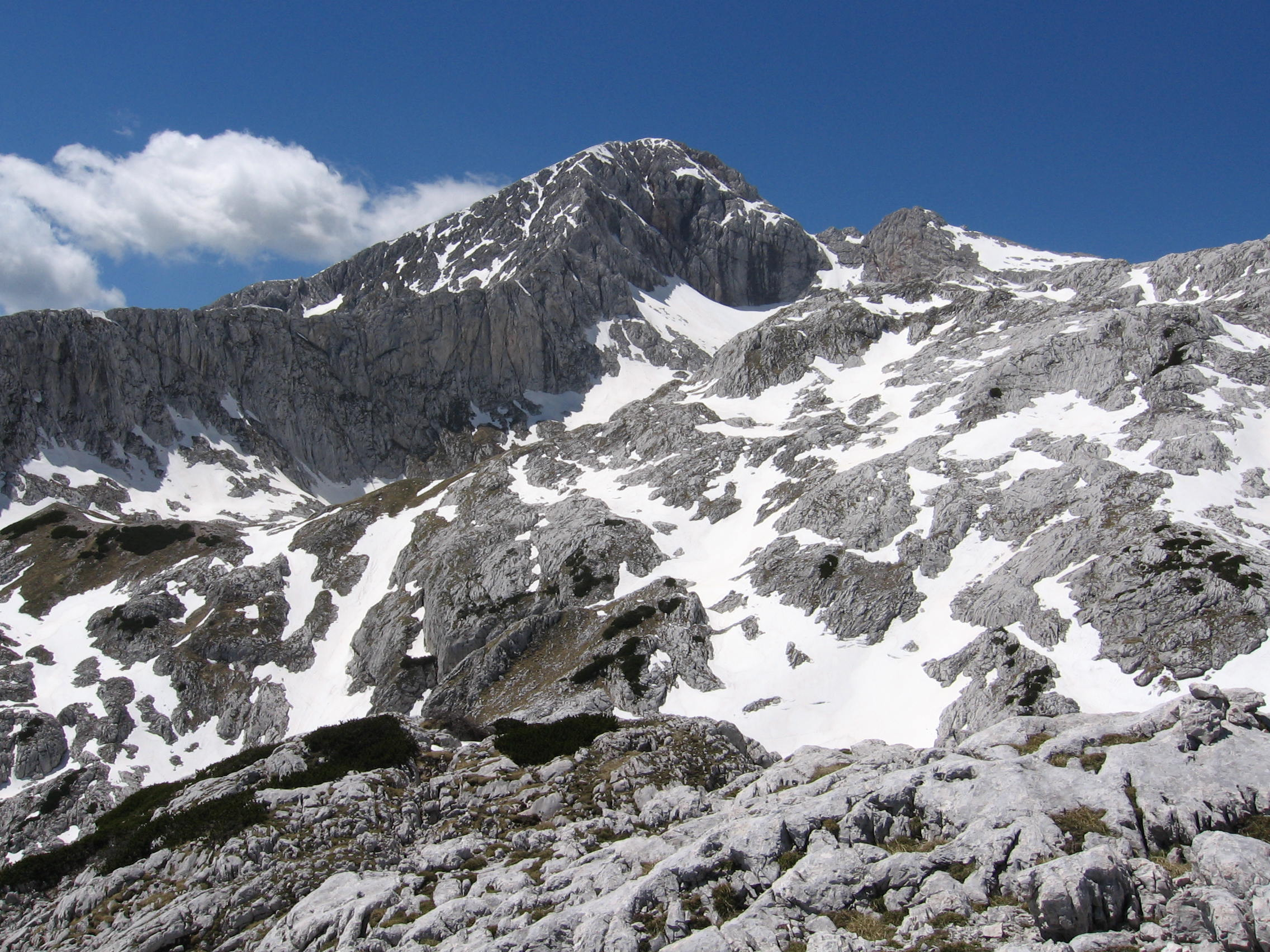

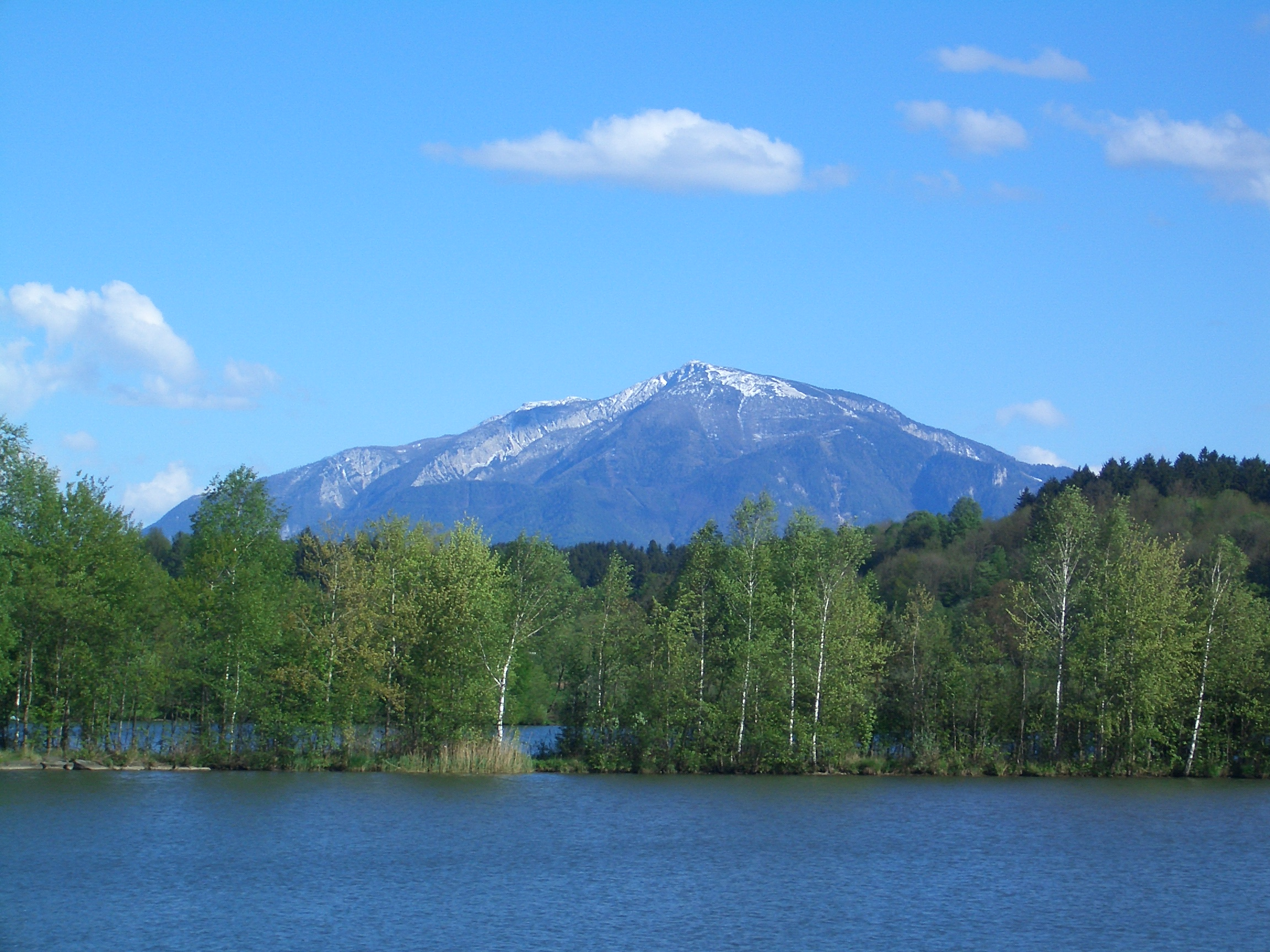

克恩頓-斯洛文尼亞阿爾卑斯山脈是歐洲的山脈，橫跨斯洛文尼亞、奧地利和意大利，屬於東阿爾卑斯山脈的一部分，最高點海拔高度2,558米。